# صالح الملا
صالح محمد الملا (17 مارس 1971 -)، نائب سابق في مجلس الأمة الكويتي.

## سيرته
شارك في انتخابات مجلس الأمة الكويتي 2008 في الدائرة الثالثة، وحصل على المركز الخامس برصيد 7656 صوت وفاز بالانتخابات.
في عام 2015 تم اعتقاله على خلفية تغريدات بتويتر وذلك بعد اتهامه بـ اهانة امير الكويت ورئيس مصر.

## خبراته الأكاديمية والعلمية
- حاصل على بكالوريوس إدارة أعمال من كلية التجارة والاقتصاد والعلوم السياسية - جامعة الكويت.
- شارك في دورات تدريبية متخصصة ومتقدمة في الكويت وخارجها منها:

1. تخطيط العقود الاستراتيجية ومعالجة القضايا - أسس تشكيل فرق العمل - تقييم تسويق النفط الخام
2. بالإضافة إلى دراسات في مجال النفط وأوراق عمل متخصصة في التسويق النفطي

## خبرات عملية
- عمل في قطاع التسويق العالمي - مؤسسة البترول الكويتية.
- عضو ومقرر اللجنة العليا للقطاع النفطي لمتابعة تنفيذ قرارات مجلس الأمن الدولي المتعلقة بتهريب النفط العراقي اثناء حكم النظام السابق في العراق
- شارك في عدد من اللجان العليا المشتركة والمتعلقة بمتابعة تنفيذ قرارات مجلس الأمن على مستوى الجهات والوزارات المعنية بدولة الكويت
- شارك في الدورة الثانية والخمسين للأمم المتحدة ممثل عن دولة الكويت في اللجنة الثانية - اللجنة الاقتصادية ممثلاً عن القطاع النفطي
- عمل في السلك الدبلوماسي في وزارة الخارجية لمدة سنتين

## نشاطاته الطلابية
- أحد قيادات العمل الوطني الطلابي - جامعة الكويت
- شارك ضمن المجموعة الطلابية في تجمعات الأثنين ومجموعة ال45 الناشطة للمطالبة بإعادة العمل بالدستور في أعقاب حل مجلس الأمة عام 1986

## عضويات في نقابات ومؤسسات المجتمع المدني
- عضو مؤسس لنقابة العاملين بمؤسسة البترول الكويتية وعضو بأول مجلس اداره للنقابة.
- عضو في مجلس إدارة النادي العربي لمدة دورتين متتاليتين 2000 – 2006.
- عضو في اللجنة الوطنية للإصلاح الرياضي والتي شكلت لمحاربة الفساد في الوسط الرياضي ومحاولة معالجة القوانين الرياضية.
- عضو المنبر الديمقراطي الكويتي.
- عضو التحالف الوطني الديمقراطي.
- عضو في مجلس الامة للفصل التشريعي الثاني عشر والفصل التشريعي الثالث عشر.

## مواقفه في مجلس الأمة
| الكتل                                                                          | المنبر الديموقراطي (ليبرالي) |
| اللجان                                                                         | التعليمية                    |
| قانون اعفاء اللحى للعسكريين                                                    | موافق                        |
| قانون صندوق المعسرين                                                           | موافق                        |
| الموازنة العامة للدولة                                                         | غير موجود                    |
| قانون ضمان الودائع البنكية                                                     | مؤيد                         |
| إعادة تشكيل اللجان المؤقتة                                                     | غير موافق                    |
| تقرير اللجنة المالية الرافض لإقامة الدواوين                                    | موافق                        |
| مقترح الحركة الدستورية الإسلامية في التحقيق في الشراكة مع داو والمصفاة الرابعة | غير موافق                    |
| التحقيق في عمل فريق الإزالات                                                   | رافض                         |
| مقترح اللجنة الثلاثية في التحقيق في داو والمصفاة الرابعة                       | ممتنع                        |